# لوتار فيشر

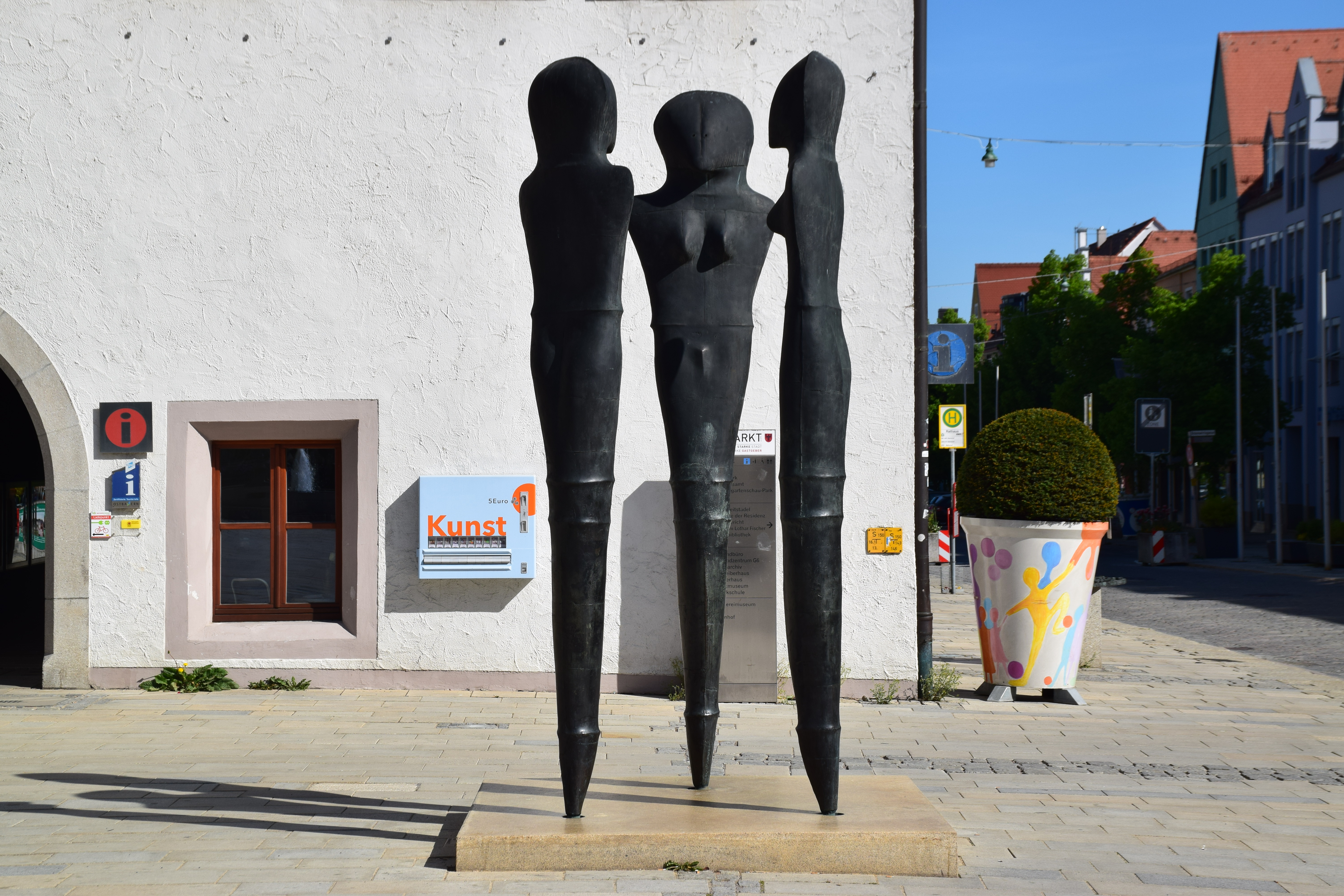
ثلاث تماثيل برونزية نسائية

لوثار فيشر (بالألمانية: Lothar Fischer) هو نحات ألماني، ولد في 8 نوفمبر 1933 في غيرمرسهايم في ألمانيا، وتوفي في 15 يونيو 2004 في ميونخ في ألمانيا.

## وصلات خارجية
- لوثار فيشر على موقع مونزينجر (الألمانية)